# Гайоле-ін-К'янті
Гайоле-ін-К'янті, Ґайоле-ін-К'янті (італ. Gaiole in Chianti) — муніципалітет в Італії, у регіоні Тоскана,  провінція Сієна.
Гайоле-ін-К'янті розташоване на відстані близько 195 км на північний захід від Рима, 39 км на південний схід від Флоренції, 17 км на північний схід від Сієни.

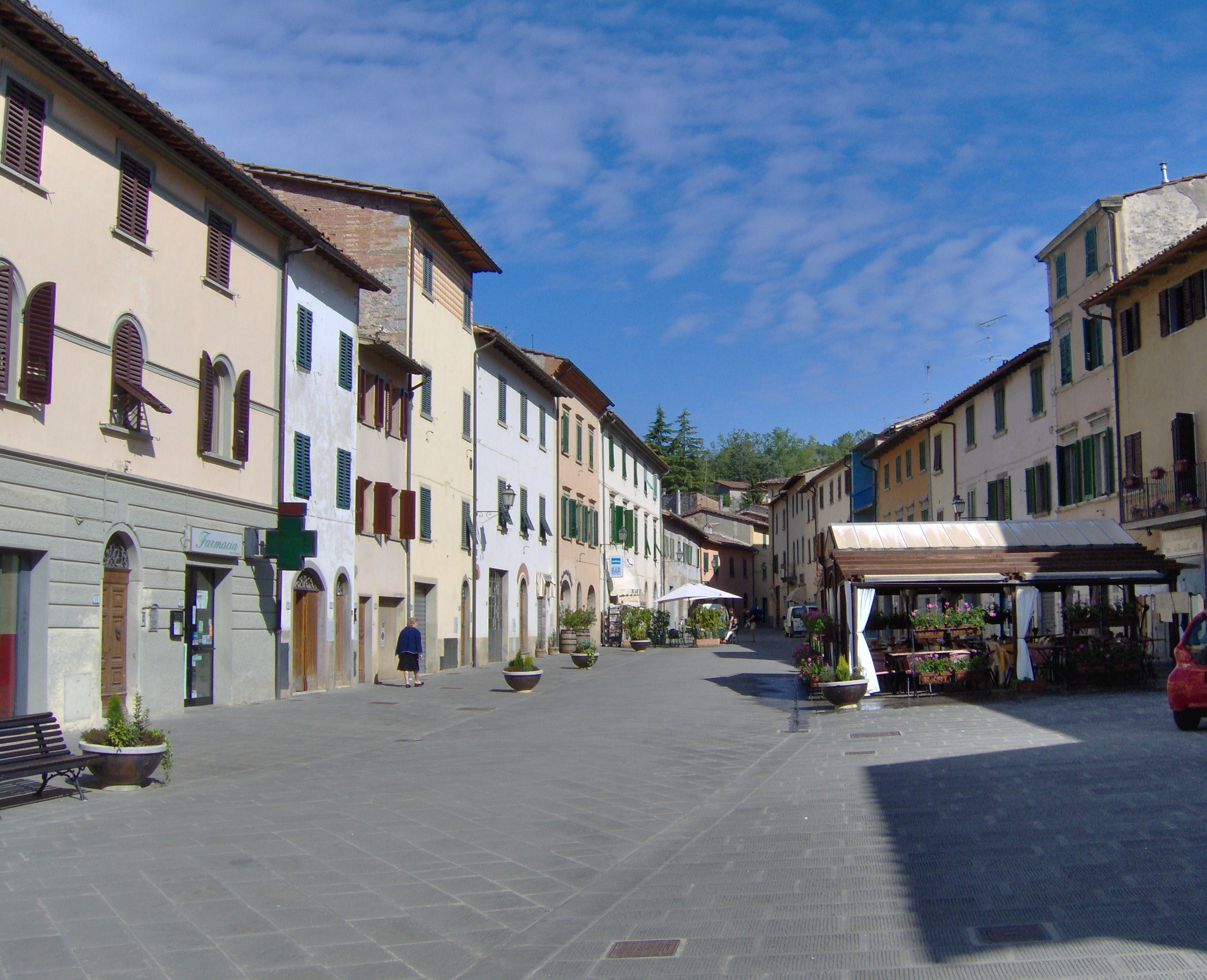

Населення — 2786 осіб (2014).

## Демографія
Населення за роками:

Станом на 1 січня 2023 року в муніципалітеті офіційно проживали 432 іноземці з 47 країн, серед них 135 громадян країн Євросоюзу та 9 громадян України.

## Сусідні муніципалітети
- Бучине
- Кастельнуово-Берарденга
- Каврилья
- Монтеваркі
- Радда-ін-К'янті